# 하멩쿠부워노 1세

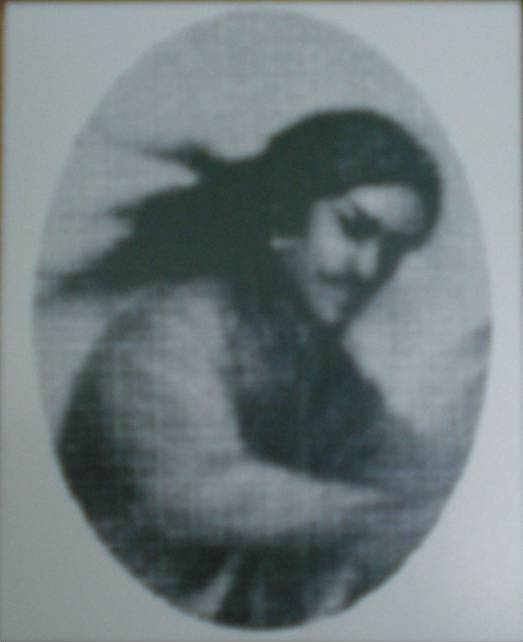

하멩쿠부워노 1세(인도네시아어: Sri Sultan Hamengkubuwono 1 스리 술탄 하멩쿠부워노 사투[*], 1717년 8월 6일 수라카르타 - 1792년 3월 24일 욕야카르타)는 욕야카르타 술탄국의 초대 술탄으로, 하멩쿠부워노 술탄가를 열었다. 원래 이름은 망쿠부미 왕자(자와어: Pangéran Mangkubumi)로, 파쿠부워노 왕가의 왕자였다.

## 반란과 술탄위 획득
1741년 총독이 된 네덜란드 동인도회사의 총독 휘스타프 판 임호프(Gustaff van Imhoff)는 협정에 의해서 수라카르타 왕국이 차지하는 권력을 제한하고 자와에서 동인도회사의 이권을 극대화하기 위해 힘쓰고 있었다. 판 임호프의 궁극적 목적은 자와 내륙 지역을 속국화하고 자와 및 근해 도서의 항구를 전부 동인도회사 관할로 하는 것이었다. 이에 수라카르타 왕국의 파쿠부워노 가는 적절히 대응하지 못하고 지속적으로 이권을 침탈당하고 있었다. 결국 파쿠부워노 2세는 압박에 굴복하여 자와의 전 해안을 매년 2만 레알씩 받는 임차 형식으로 동인도회사가 차지하게 되었는데, 망쿠부미 왕자는 이를 강하게 반대하였다. 총독은 이에 망쿠부미 왕자를 견제하기 위해 파쿠부워노 2세를 통해 지속적으로 방해 공작을 시도하였다. 견디다 못한 망쿠부미 왕자는 결국 1746년 5월 마스 사잇(Mas Said)의 반란 세력에 가담하였고, 자와 지역은 제3차 자와 전쟁에 돌입하였다.
1747년 무렵에는 망쿠부미가 기병 2500명을 포함한 약 1만 3천 명의 군대를 지휘하게 되었고, 1748년에는 수라카르타 왕국의 수도 수라카르타를 공격하는 등 망쿠부미의 반란군은 한동안 수라카르타 왕실을 직접적으로 위협했다. 이 와중에 1749년 파쿠부워노 2세가 병사하였다. 망쿠부미는 같은 해 12월 수라카르타 왕국 영내의 현 욕야카르타가 위치한 지역에서 추종자들에 의해 왕위에 올랐는데, 이때 망쿠부미가 받은 칭호는 '수수후난 파쿠부워노(Susuhunan Pakubuwono)'였다. 이로 인해 자와 지역에서는 망쿠부미의 신왕국과 동인도회사의 후원을 받는 수라카르타 왕국이 대립하는 구도가 형성되었다. 그러나 재정적, 군사적으로 크게 위축된 동인도회사는 반란군으로 규정한 신왕국의 군대를 평정할 능력이 없었고, 신왕국은 지속적으로 세력을 확장하였다. 1750년에는 마스 사이드가 망쿠부미의 파티(Patih)가 되어 수라카르타를 공략하고 동인도회사에 막대한 피해를 입혔으며, 마침내 1754년 자와 북동부의 신임 사령관 니콜라스 하르팅(Nicolaas Hartingh)은 망쿠부미의 신왕국에 자와를 분할해 주기라도 해서 무마시켜야 한다는 의견을 냈다. 결국 1754년 4월부터 9월까지 망쿠부미와 하르팅 간의 협상이 이루어졌다. 1755년에는 술탄 아궁 이후로 구 마타람 술탄국 지역에서 두 번째로 '술탄(Sultan)'의 칭호를 정식으로 받은 왕이 되어 칭호로 '하멩쿠부워노(Hamengkubuwono)'을 채택하고 욕야카르타 술탄국을 열었다. 동인도회사 역시 1755년 2월 13일의 기얀티 협정으로 망쿠부미를 수라카르타를 포함한 중부 자와의 절반을 지배하는 술탄 하멩쿠부워노 1세로 인정하게 되었다. 하멩쿠부워노 1세는 신왕국의 수도를 아요디아를 본딴 '욕야카르타'라는 이름으로 명명하였다.

## 같이 보기
- 욕야카르타 술탄국
- 마타람 술탄국
- 수라카르타 왕국
- 네덜란드 동인도회사
- 제3차 자와 전쟁

## 참고 문헌
- 양승윤, 《인도네시아사 (4판)》, 한국외국어대학교 출판부, 2010